# فراسوی نیک و بد (فیلم)

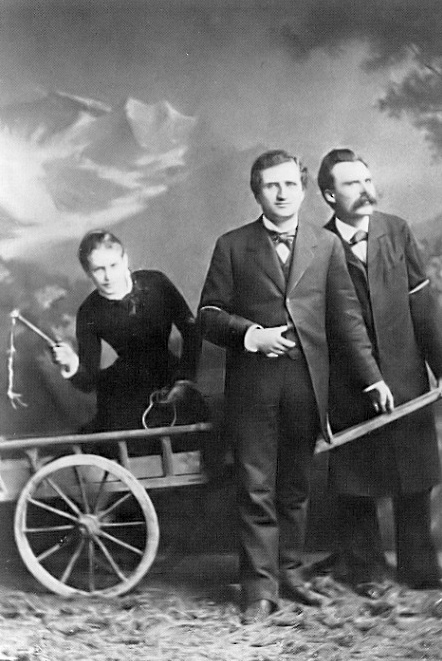
نیچه و لو آندره آس سالومه و پل ری در ۱۸۸۲

فراسوی نیک و بد (انگلیسی: Beyond Good and Evil) فیلمی به کارگردانی لیلیانا کاوانی است که در سال ۱۹۷۷ منتشر شد. این فیلم به رابطۀ عمیقی که در سال 1880 بین فردریش نیچه، لو آندرئال سالومه و پل ری به وجود آمد می‌پردازد.

## بازیگران
- دومنیک سندا
- رابرت پاول
- ارلاند یوسفسن
- ویرنا لیزی
- نیکولتا ماکیاولی
- کلارا کولوسیمو
- کارمن اسکارپیتا
- اومبرتو اورسینی
- الیزا کگانی
- فیلیپ لروی
- Amedeo Amodio
- رناتو اسکارپا
- Roberto Bruni
- گوئیدو چرنیلیا
- Élisabeth Wiener